# Carretera de Luisiana 1
La Carretera de Luisiana 1 (LA 1) es una carretera estatal en el estado de Luisiana. Se extiende por 436.20m (703km), atravesando las parroquias de Jefferson, Lafourche,  Assumption, Ascension,  Iberville, West Baton Rouge,  Pointe Coupee,  Avoyelles,  Rapides, Natchitoches, Red River y Caddo, es la carretera más larga de cualquier clase en el estado de Luisiana.

## Descripción
La carretera inicia en Grand Isle, Luisiana (map) cerca del Golfo de México cruza de forma diagonal a través del estado y conecta  los yacimientos de petróleo y gas cerca de Grand Isle con la esquina noroeste del estado en la línea estatal Texas-Luisiana (map). 